# Norma Baylon
Norma Baylon (Buenos Aires, 9 novembre 1942) è un'ex tennista argentina.

## Biografia
Durante la sua carriera giunse in finale nel doppio al Roland Garros nel 1964 perdendo contro la coppia composta da Margaret Smith Court e Lesley Turner Bowrey in due set (6-3, 6-1), la sua compagna nell'occasione era Helga Schultze.
Nel singolare l'anno successivo Internazionali di Francia del 1965 venendo sconfitta da Margaret Smith. Nel 1966 vinse il doppio alle Internazionali d'Italia esibendosi con Annette Van Zyl vinse la coppia formata da Ann Haydon-Jones e Elizabeth Starkie per 6-3, 1-6, 6-2.